# Gmina miejska Nowy Belgrad
Gmina miejska Nowy Belgrad (serb. Gradska opština Novi Beograd / Градска општина Нови Београд) – gmina miejska w Serbii, w mieście Belgrad. Stanowi zachodnią dzielnicę Belgradu, położoną na lewym brzegu Sawy, w regionie historycznym Srem. W 2018 roku liczyła 213 742 mieszkańców.